# Koeleria praeandina
Koeleria praeandina är en gräsart som beskrevs av A.Molina. Koeleria praeandina ingår i släktet tofsäxingar, och familjen gräs. Inga underarter finns listade i Catalogue of Life.